# Черновичка филхармонија
Черновичка филхармонија (укр. Чернівецька обласна філармонія), позната и као Черновичка регионална филхармонија, део је мреже државних филхармонија у Украјини. Налази се у централном делу Черновца.  

## Историјат
Оригинална, садашња, сала је завршена 1876—1877. као концертна сала Украјинског музичког друштва. Черновичка филхармонија је основана 1940. године. Сала за оргуље и камерну музику је отворена 18. августа 1992. на годишњицу украјинске независности. Данас се користи као место за пробе и концерте музичара и музичких бендова који свирају класичну, али и народну музику. Такође, користи се као место одржавања музичких такмичења. У њој су наступали музичари Енрико Карузо, Соломија Крушељницка, Фјодор Шаљапин, Микола Лисенко и Сиди Тал. Данас се у њој и даље одржавају бројни часови музике.
Године 1944. основан је Ансамбл песама и игара Буковине Украјине. Камерни оркестар наступа од 1975, а 1978. је победио на Републичком такмичењу камерних музичких ансамбала у Кијеву. Године 1992. је основан Симфонијски оркестар Черновичке филхармоније, а 1993. Камерни хор. У Филхармоничној сали су први пут наступали Јан Табачник, Софија Ротару и Софија Агранович.